# Economia della Germania
L'economia della Germania è la più sviluppata d'Europa e una delle più sviluppate del mondo. Prima economia nazionale d'Europa, quarta al mondo per volume di scambi in dollari e prodotto interno lordo, e quinta per potere d'acquisto. Dal 1999 la Germania adotta come propria moneta l'euro e ha delegato le decisioni di politica monetaria alla Banca centrale europea. È membro fondatore dell'Eurozona e dell'Unione Europea.
La Germania è uno dei maggiori esportatori a livello globale, con un valore di 1810.93 miliardi di dollari esportati nel 2019. Nel 2016 la Germania ha registrato il più alto avanzo commerciale al mondo, per un valore di 310 miliardi di dollari.
Delle 2000 più grandi aziende al mondo per cifra d'affari, secondo Fortune Global 2000, 53 hanno sede principale in Germania tra cui Allianz, Daimler, Volkswagen, Siemens, BMW, Deutsche Telekom, Bayer, BASF, Munich Re e SAP.

## Struttura economica
Come nella maggior parte dei Paesi industrializzati, anche in Germania il settore economico prevalente è quello dei servizi (terziario), comprendente turismo, commercio, banche, assicurazioni, media, che contribuisce a circa il 72% del PIL.
L'industria produce il 27,2% del prodotto interno lordo, ed è dominata dai settori automobilistico (oltre un quinto delle esportazioni), siderurgico, chimico, elettronico e dei macchinari. Il Paese è anche un buon produttore di carbone e gas naturale. All'interno delle 500 imprese con maggior fatturato a livello globale, 37 hanno sede in Germania. Le dieci più grandi sono Daimler, Volkswagen, Allianz, Siemens, Deutsche Bank, E.ON, Deutsche Post, Deutsche Telekom, Metro AG e BASF. 
Tra le imprese con più forza lavoro vi sono Deutsche Post, Robert Bosch GmbH ed Edeka. Marchi noti a livello mondiale sono Mercedes-Benz, SAP AG, BMW, Adidas, Puma, Audi, Porsche, Volkswagen, Infineon, Henkel e Nivea.
Infine il settore agricolo ha invece un'influenza molto più limitata, tranne che in comparti come la zootecnia e la produzione di patate e cereali, e costituisce solo lo 0,9% del PIL.

### Agricoltura e allevamento
L'agricoltura è molto ricca, con l'uso di macchine e di tecniche modernissime, perché clima e suolo non le sono favorevoli. Molte zone, specialmente le coste dell'Est, sono sabbiose o paludose. I terreni fertili sono ai piedi delle alture centrali e nelle valli dei fiumi, dove però molte aree sono occupate da strutture industriali, viarie e ferroviarie. La Germania ha il primato nella produzione di patate, prodotto tipico di terre "povere" e cibo nazionale tedesco. Sono alte anche le produzioni di barbabietole da zucchero, di luppolo (pianta usata per aromatizzare la birra), di alcune piante da olio come la colza e il girasole che sono usate anche dalle industrie. Fra le altre colture si trovano i cereali, il lino e alcuni ortaggi resistenti al freddo: cavoli e cavolfiori, cipolle, carote. Più importanti sono gli allevamenti, con 26 milioni di suini e 14 milioni di bovini (specialmente nella regione alpina della Baviera), che forniscono 400 tipi diversi di insaccati, latte, burro e formaggi in quantità. Estese foreste collinari e montane alimentano le industrie della cellulosa e della carta, ma il patrimonio boschivo è molto danneggiato dalle piogge acide. Il consumo della carta è molto alto perché il Paese ha una forte editoria: pubblica 78.000 titoli l'anno e 10.500 quotidiani e riviste.

### Risorse minerarie
La principale produzione mineraria è quella di carbone. Tuttavia la Germania, benché ne sia uno dei maggiori fornitori mondiali, tende di più ad importarlo per non esaurire le risorse interne. Insieme al ferro e in generale ai metalli grezzi, il carbone ha contribuito ai primi sviluppi dell'industria tedesca, specie nelle regioni metallurgiche della Ruhr (Renania Settentrionale-Vestfalia) e lungo i porti sul mare del Nord (Amburgo); sono stati scoperti giacimenti di gas naturale. Sono stati ritrovati anche giacimenti di ferro e di uranio.

### Industria

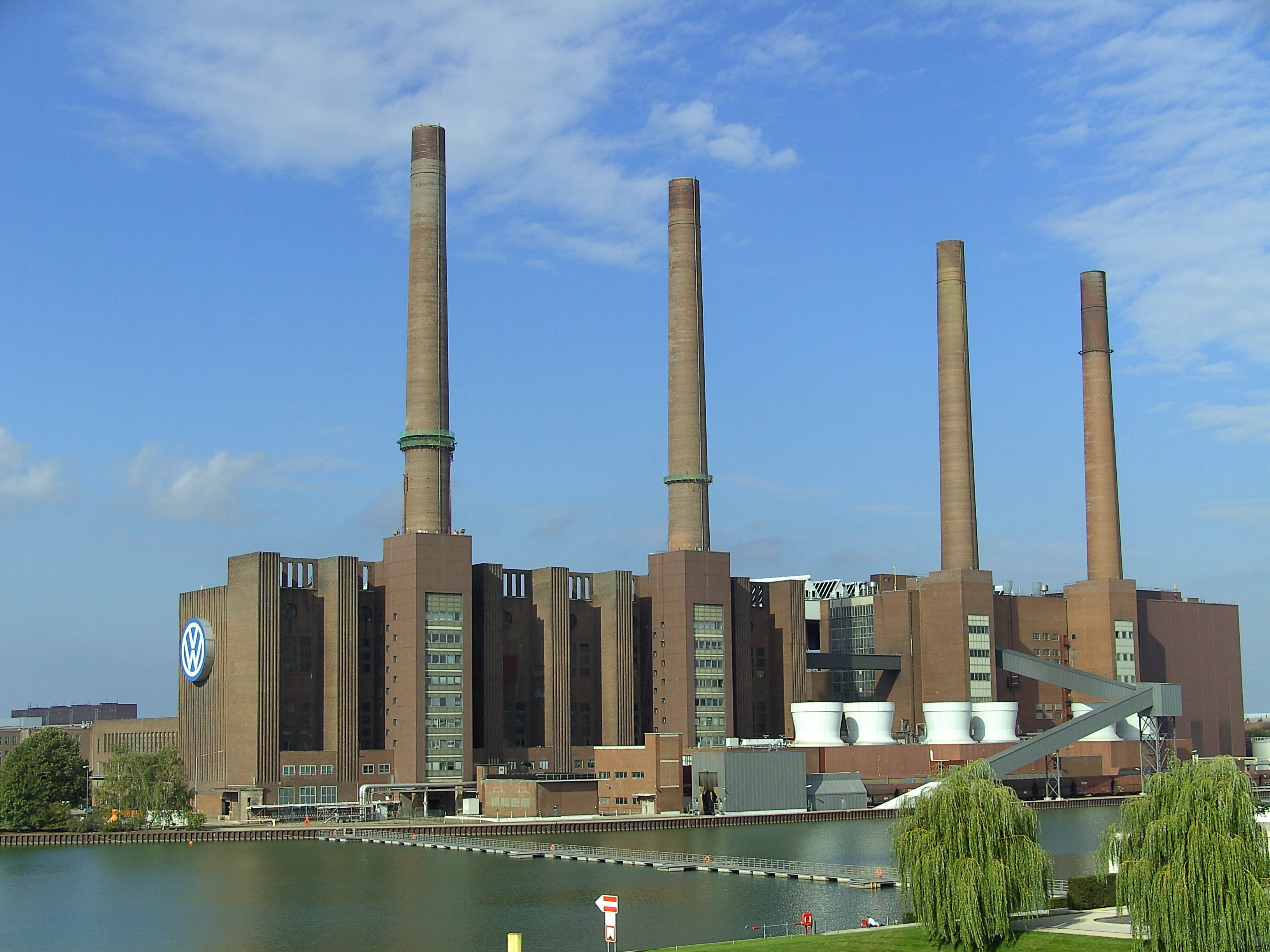
Lo stabilimento principale della Volkswagen, a Wolfsburg, in Bassa Sassonia

Già da due secoli la prosperità germanica si fonda sull'industria pesante. Nei bacini della Ruhr e della Saar, la presenza di ricchi giacimenti di carbone fece sorgere le acciaierie e le industrie chimiche accanto alle miniere, e le industrie meccaniche accanto alle acciaierie, creando i Konzerne. Si tratta di enormi complessi che curano ogni fase di lavorazione, dalla materia prima ai prodotti finiti. Si sono sviluppate anche industrie leggere, nei Länder meridionali (Baviera, Baden-Württemberg) ed orientali (Sassonia, Turingia). L'industria tedesca, che vede la compresenza di grandi multinazionali come di piccole e medie imprese (comunemente indicate col termine Mittelstand), ha saputo rinnovarsi ed è ancora ai primi posti nel mondo in numerosi settori.

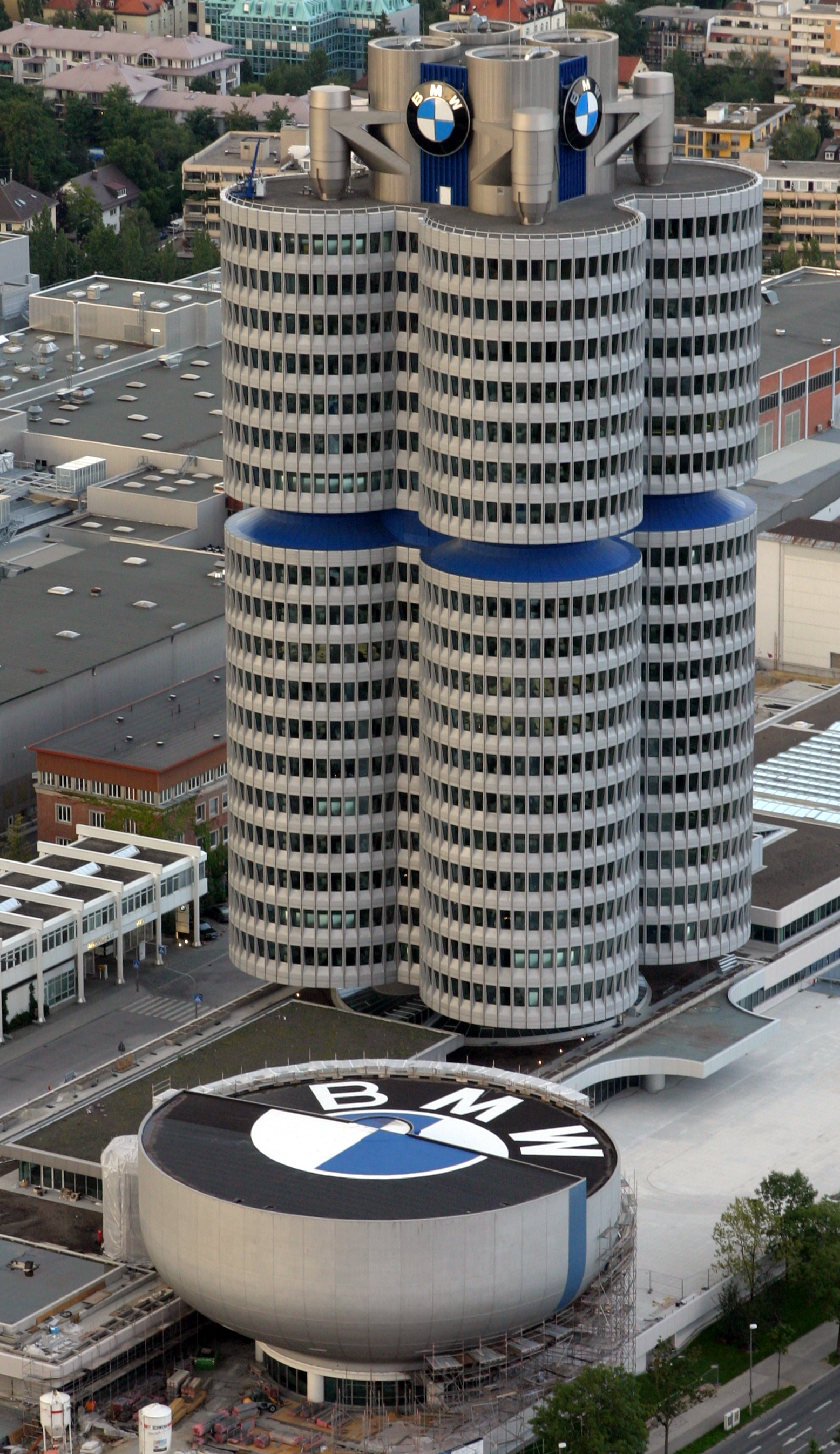
La Torre BMW a Monaco di Baviera, sede centrale mondiale della BMW.

La metallurgia tedesca è la più importante d'Europa (ferro, acciaio, alluminio, prevalentemente nel Nord-Ovest), ma non meno rilevanti sono le produzioni di automobili (Volkswagen-Audi, BMW, Daimler AG-Mercedes, Porsche), motociclette, materiale ferroviario ed aeronautico (Airbus), elettrodomestici (BSH Bosch und Siemens Hausgeräte, Braun, Krups, Miele), elettronica strumentale (Siemens), microelettronica (Infineon). In varie città si fabbricano strumenti musicali, specialmente pianoforti, e nell'Est orologi (Turingia) e materiale ottico. Norimberga è sede principale della produzione di giocattoli. In Germania è presente anche l'elettronica di consumo (Loewe, Metz, TechniSat).
L'industria chimica tedesca, nata nella seconda metà del XIX sec., grazie ai proficui scambi tra scienza e industria, continua ad essere tra le più avanzate del mondo. Per esigenze di guerra riuscì ad estrarre un carburante liquido dal carbone e a fabbricare gomma sintetica. Le miniere di sali potassici forniscono la materia prima per i concimi. La produzione degli acidi solforico, cloridrico e nitrico e della soda caustica è alla base di altri processi chimici e industriali. Nel settore della chimica fine spiccano il materiale fotografico, i medicinali ed anche prodotti di largo consumo come saponi, cosmetici e detersivi (Bayer, Sanofi Aventis, BASF, Beiersdorf, Henkel): fu l'invenzione della semplice aspirina a fornire i capitali per impiantare grandi laboratori di ricerca farmaceutica e fabbricare altri ritrovati; in Germania ha avuto anche origine la produzione sintetica di ammoniaca. Molto sviluppata è l'industria alimentare, specie nella produzione di carne (würstel), prodotti caseari, zucchero, birra, biscotti (Bahlsen), cioccolato (Ritter Sport), caffè (Hag). Sono presenti anche i settori tessile, dell'abbigliamento, del mobile e delle macchine utensili.
In Germania è molto forte la produzione idroelettrica, grazie ai molti fiumi, e si ricorre anche a quella nucleare. Inoltre il Paese produce energia da fonti rinnovabili, con centrali eoliche e solari soprattutto nel Nord-Ovest. La zona orientale ha usato finora le maggiori miniere di lignite d'Europa, ma è un materiale poco calorifico e molto inquinante. Con nuove perforazioni nel bassopiano settentrionale si estraggono petrolio e metano; il fabbisogno nazionale è coperto da importazioni, grazie a una rete di metanodotti e oleodotti che provengono soprattutto dall'Est Europa e dai paesi mediterranei.

## Commercio internazionale
La Germania è uno dei primi Paesi al mondo sia per import che per export. Tradizionalmente, ha fatto registrare forti avanzi del conto corrente, con l'eccezione degli anni immediatamente successivi alla Riunificazione (1991-2000) nei quali era necessario importare i capitali necessari alla riunificazione. A partire dal 2001, tuttavia, la Germania è tornata a far registrare un attivo nei conti con l'estero per valori anche molto elevati (in media oltre il 6% del PIL nel quinquennio 2005-2009).
Per quanto riguarda le esportazioni, esse riguardano prevalentemente macchinari, autoveicoli, prodotti chimici, metalli, prodotti alimentari e tessili e si dirigono principalmente verso Francia (10,2%), Stati Uniti (6,7%), Paesi Bassi (6,7%), Regno Unito (6,6%) e Italia (6,3%).
Le importazioni, provenienti soprattutto da Paesi Bassi (8,5%), Cina (8,2%), Francia (8,2%), Regno Unito (6,6%) e Italia (6,3%), si concentrano sui settori della meccanica, degli autoveicoli, della metallurgia e dei prodotti chimici, tessili e alimentari.

## Crescita economica ed inflazione

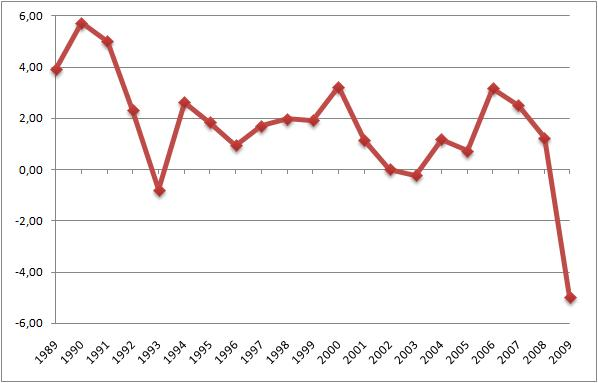
Tassi di crescita del PIL reale tra il 1989 ed il 2009. Dati: FMI.

Dopo l'accelerazione dei tassi di crescita nel periodo 1988-1991, la recessione del 1993 ha dato inizio ad una fase di bassa crescita del PIL, portando ad un sostanziale ristagno nei primi anni 2000. Anche la Germania ha risentito negativamente della crisi economica mondiale registrando nel 2009 una contrazione del Prodotto interno lordo pari al 4,97%.
L'economia tedesca è tuttavia alle prese con una forte riorganizzazione strutturale. Sono state già avviate riforme sul piano fiscale e su quello delle pensioni, e le esportazioni stanno riprendendo ad aumentare. Rimangono però forti differenze di sviluppo, tra le regioni depresse della Germania Est postcomunista e quelle ricche occidentali (Renania Settentrionale-Vestfalia, Baviera, Baden-Württemberg, Bassa Sassonia, la città stato di Amburgo). La modernizzazione orientale continua ad essere un processo a lungo termine, con trasferimenti annuali da ovest a est, 2005 e ha raggiunto il livello più basso degli ultimi 15 anni nel giugno 2008 con il 7,5%..
La Germania è storicamente, dal dopoguerra, una delle Nazioni europee con la dinamica dell'inflazione più contenuta. In particolare, negli ultimi quindici anni il tasso annuo medio di inflazione è stato dell'1,6%.

### Crescita del PIL dal 1992 al 2009
La seguente tabella elenca la crescita del PIL dal 1992 al 2009.
|            | 1992        | 1993        | 1994        | 1995        | 1996        | 1997        | 1998        | 1999        |
| ---------- | ----------- | ----------- | ----------- | ----------- | ----------- | ----------- | ----------- | ----------- |
| PIL        | €1646.62 ml | €1694.37 ml | €1780.78 ml | €1848.45 ml | €1878.18 ml | €1915.58 ml | €1965.38 ml | €2012.00 ml |
| Variazione | +2,31%      | -0,79%      | +2,63%      | +1,84%      | +0,95%      | +1,71%      | +1,98%      | +1,93%      |

|            | 2000        | 2001        | 2002        | 2003        | 2004        | 2005        | 2006        | 2007        | 2008        | 2009        |
| ---------- | ----------- | ----------- | ----------- | ----------- | ----------- | ----------- | ----------- | ----------- | ----------- | ----------- |
| PIL        | €2062.50 ml | €2113.16 ml | €2143.18 ml | €2163.80 ml | €2210.90 ml | €2242.20 ml | €2325.10 ml | €2428.20 ml | €2495.80 ml | €2409.10 ml |
| Variazione | +3,22%      | +1,15%      | +0,01%      | -0,23%      | +1,18%      | +0,73%      | +3,18%      | +2,52%      | +1,25%      | -4,97%      |

### Il mercato immobiliare tedesco
Negli 82 mercati immobiliari delle città tedesche più densamente abitate sono stati fatturati nel 2012 ben 22,1 miliardi di euro, ciò equivale a un incremento del 4,2 % rispetto all'anno precedente. Nel complesso nell'anno passato sono stati venduti 130.327 immobili, 1,1% in meno rispetto all'annata record del 2011.

## Economia regionale
In Regno Unito, Francia e Giappone le capitali politiche dominano anche le economie nazionali, a differenza degli Stati Uniti (New York), dell'Italia (Milano) e appunto della Germania, che invece ha più di una capitale economica. Solo 3 delle 100 più grandi società tedesche hanno sede nella capitale Berlino, mentre la borsa si trova a Francoforte sul Meno, la più grande società di Media (Bertelsmann AG) ha sede a Gütersloh, e i costruttori automobilistici più importanti sono a Wolfsburg, Stoccarda e Monaco di Baviera.

### Vecchi Bundesländer
Una delle regioni più forti della Germania è l'area della Ruhr, nel Nord-Ovest, tra Bonn e Dortmund. Infatti, 27 delle 100 più grandi aziende tedesche si trovano lì. La regione ha anche uno dei più alti PIL pro capite in Germania. Negli ultimi anni, tuttavia, l'area, la cui economia si basa sulle risorse naturali e l'industria pesante, ha visto un aumento sostanziale della disoccupazione. L'economia della Baviera, lo stato con il minor numero di disoccupati, invece, si basa su prodotti di elevato valore. Settori importanti sono l'elettronica, l'aerospaziale e la biomedicina. Il motivo del basso tasso di disoccupazione della Baviera è dovuto al fatto che la sua ascesa economica è avvenuta dopo la Seconda guerra mondiale in settori non tradizionali, che non sono in difficoltà a causa della concorrenza di paesi come Cina e India.

### Nuovi Bundesländer
Con l'unificazione, il 3 ottobre 1990, la Germania cominciò un processo di conciliazione dei sistemi economici delle due ex repubbliche.
Ciò è stato difficile a causa del conseguente smantellamento del sistema di welfare della Repubblica democratica tedesca, che provocò un calo temporaneo ma significativo del tenore di vita dei suoi cittadini; lo scopo della programmazione economica fu quello di garantire un rapido ritorno del welfare fino al livello della Germania occidentale. Dopo la riunificazione, centinaia di migliaia di ex tedeschi dell'est emigrarono in Germania occidentale per trovare lavoro. I drastici cambiamenti socio-economici causati dalla riunificazione hanno dato luogo a preoccupanti problemi sociali.

## Forza lavoro
A fronte di una popolazione attiva di oltre 41 milioni di persone (su 82 milioni di abitanti), gli occupati erano nel 2009 quasi 39 milioni con un tasso di occupazione del 70,9%, sensibilmente in aumento rispetto al 63,9% del 2008 e di gran lunga superiore alla media europea (64,6%).
A partire dal 2000, quando era al 7,5%, ben al di sotto della media europea, la disoccupazione in Germania è cresciuta rapidamente toccando quasi l'11% nel 2005, per poi calare costantemente negli anni successivi ed attestarsi nuovamente al 7,5% nel 2009, nonostante la crisi economica e nel mese di settembre 2010 scendere al 6,7%. Da notare come la disoccupazione giovanile, che ha seguito all'incirca lo stesso andamento, sia quasi la metà della media europea (il 10,7% contro il 19,6%). Inoltre, la disoccupazione femminile, al contrario che negli altri grandi Paesi europei (Francia, Italia e Regno Unito), è minore di quella maschile.

## Finanza pubblica
Negli anni immediatamente successivi alla Riunificazione tedesca, in particolare fino al 1995, le spese resesi necessarie portarono il bilancio statale in forte deficit. Tuttavia, negli anni successivi furono adottate politiche più rigorose che portarono ad un pareggio di bilancio nel biennio 2007-2008. Nel 2009, in concomitanza con la grave crisi mondiale che ha comportato per gli Stati un forte aumento del deficit, sia per maggiori spese (per gli ammortizzatori sociali, per il salvataggio delle banche in difficoltà e per l'adozione di politiche di spesa anticicliche) sia per minori redditi (a causa della diminuzione delle entrate fiscali), la Germania ha registrato un rapporto deficit/PIL del 3,3%, molto minore della media europea (6,8%).
In parallelo, negli ultimi 15 anni si è assistito ad un aumento del debito pubblico, passato dal 55,6% del 1995 al 73,2% del 2009, in linea con la media europea (73,8%). Fra il 2008 e il 2013 la Germania ha erogato 144 miliardi di euro di aiuti di Stato alle sue banche pubbliche, anche in virtù di un rapporto deficit/PIL più favorevole rispetto ai vincoli di bilancio europei, ed ulteriori garanzie pubbliche fono a 400 miliardi (facendo leva su uno stanziamento e una disponibilità liquida di 20).
La pressione fiscale è rimasta stabile negli anni intorno al 40-41% del PIL, mentre si è puntato su una riduzione della spesa delle amministrazioni pubbliche, che è infatti scesa dal 54,8% del PIL nel 1995 al 43,7% del 2008.

## Sistema bancario
Al 2019 la Germania è il paese in Europa col più alto numero di istituti di credito: fra i 1.600 e i 1.800. Le tipologie di istituti sono in forte competizione tra loro: 390 Sparkassen e 8 gruppi Landesbanken pubbliche (1.200 miliardi di euro di depositi), banche commerciali private (DB, Commerzbank e Unicredit-Hypo vereinsbank, per 780 mld),
banche di credito cooperativo (700 miliardi di euro), casse di risparmio e Raiffeisen. Il totale del sistema vale 3.800 miliardi. Il 75% dei depositi della clientela retail è gestito da casse di risparmio e banche di credito cooperativo.
Secondo Eurostat, nel 2022 la Germania ha anche registrato il più alto tasso europeo di risparmio lordo (19.98% del reddito disponibile).